# Juan José Uría Bazterrica
Juan José Uría Bazterrica, španski rokometaš, * 25. julij 1956, Gipuzkoa.
Leta 1980 je na poletnih olimpijskih igrah v Moskvi v sestavi španske rokometne reprezentance osvojil 5. mesto.